# Näpfchen
Näpfchen bezeichnen in der Drucktechnik kleine, flächen- und tiefenvariable Vertiefungen in einer Druckform mit denen die zu druckenden Informationen (die Druckelemente) dargestellt werden.
Beim Druckvorgang im Tiefdruckverfahren werden dazu die Näpfchen mit Farbe gefüllt, die Oberfläche mit einer Rakel oder manuell von Farbe befreit, sodass die Farbe nur noch in den Näpfchen verbleibt. Dann wird die Farbe an das Druckmaterial abgegeben und der Vorgang für den nächsten Druck wiederholt. Näpfchen können durch Ätzung, mechanische Gravur (z. B. mit einem Stichel) oder Lasergravur erzeugt werden.